# Basilica di San Pietro (Luxeuil-les-Bains)
La basilica di San Pietro (in francese: basilique Saint-Pierre de Luxeuil-les-Bains) è una chiesa cattolica di Luxeuil-les-Bains, nel dipartimento dell'Alta Saona.